# The Cape
The Cape ist eine US-amerikanische Action-Science-Fiction-Fernsehserie.

## Handlung
In der Serie geht es um den aufrichtigen Polizisten Vince Faraday, der beschuldigt wird ein Verbrechen begangen zu haben, das er nicht getan hat. Also täuscht er seinen Tod vor und taucht unter. Seitdem ist er auf der Suche nach den richtigen Verbrechern, um seine Unschuld zu beweisen.

## Ausstrahlung
Die Serie wurde in den USA ab dem 9. Januar 2011 auf NBC ausgestrahlt wurde. In Frankreich wurde die Fernsehserie ab dem 5. Dezember 2011 auf dem dortigen Syfy-Ableger ausgestrahlt.

## Besetzung
- David Lyons als The Cape alias Vince Faraday
- Jennifer Ferrin als Dana Faraday
- Ryan Wynott als Trip Faraday
- James Frain als Chess
- Keith David als Max Malini
- Summer Glau als Orwell
- Dorian Missick als Marty Voyt
- Vinnie Jones als Scales